# I Элиева когорта сингулариев
I Элиева когорта сингулариев (лат. Cohors I Aelia Singularium) — вспомогательное подразделение армии Древнего Рима, относящаяся к типу Cohors peditata.
Гвардейское подразделение Pedites Singulares Pannoniciani использовалось в эпоху правления императора Антонина Пия для подавления восстания в Мавретании. После разгрома мятежа оно было преобразовано в I Элиеву когорту сингулариев. Последнее упоминание когорты относится к 260 году. Вероятной базой данного подразделения была Аузия, располагавшаяся в Мавретании Цезарейской.